# 普光寺 (南魚沼市)
普光寺（ふこうじ）は、新潟県南魚沼市浦佐にある真言宗豊山派の寺院である。本尊は（金剛界の）大日如来。

## 歴史
普光寺は、もとは毘沙門天を祀るお堂の別当寺として建てられたと見られ、毘沙門堂は807年（大同2年）に坂上田村麻呂の開基により創建されたという。戦国時代には、上杉謙信や上杉景勝が訪れ、彼らの文書が残されている。江戸時代には、この地の領主の帰依を得て寺領を与えられ、江戸幕府からは朱印状を与えられていた。なお、江戸時代には古義真言宗（醍醐派）に属していたが、明治に入り新義真言宗（豊山派）に転じた。
毘沙門堂は1917年（大正6年）、文部省から当時の古社寺保存法に基づく国特別保護建造物に指定された。しかし1931年（昭和6年）に火災のため焼失し、その後5年の歳月を費やし同所にて1937年（昭和12年）に再建。設計は当時日本建築の権威であった伊東忠太が担当した。
寺の本堂から毘沙門堂へと続く渡り廊下の途中に宝物殿があり、そこに毘沙門天像が秘仏として安置されており、この像は当寺の住職一世一度限りご開帳されることになっている。

## 文化財

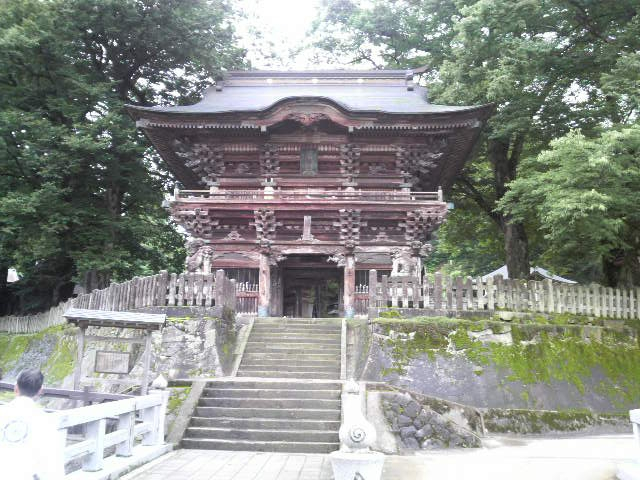
山門

- 山門（毘沙門堂楼門）

1820年（文政3年）起工、1831年（天保2年）に完成した。総ケヤキ造りで、日光東照宮・陽明門を模したといわれる。釘は1本も使われていない。天井には、谷文晁作の双龍図が描かれている。また、2階部分には極彩色の天女の舞う姿が23枚描かれている（板屋桂舟作）。
1997年（平成9年）、当時の大和町から町指定文化財に指定されたのを経て、2004年（平成16年）、新設合併に伴って発足した南魚沼市から市指定文化財に指定された。
- 浦佐毘沙門堂裸押合大祭

長年毎年3月3日に行われていたが、2020年（令和2年）より3月の第1土曜日に変更となった。不動明王像の前のうがい鉢で水行をして身を清めてから、毘沙門天を参拝すべく「サンヨ、サンヨ」の掛け声とともに毘沙門堂内で押し合う。日本三大奇祭の一つとして数えられる事があり、江戸時代の北越雪譜にも祭の詳細が記載されている。
「浦佐毘沙門堂の裸押合の習俗」の名称で、2004年（平成16年）2月16日付で国の選択無形民俗文化財に選択され、その後2018年（平成30年）3月8日付で「浦佐毘沙門堂の裸押合」の名称で正式に国の重要無形民俗文化財に指定された。

## 交通アクセス
- JR浦佐駅西口より徒歩約5分